# Geranium sagasteguii
Geranium sagasteguii là một loài thực vật có hoa trong họ Mỏ hạc. Loài này được Aedo mô tả khoa học đầu tiên năm 2004.